# Religião civil

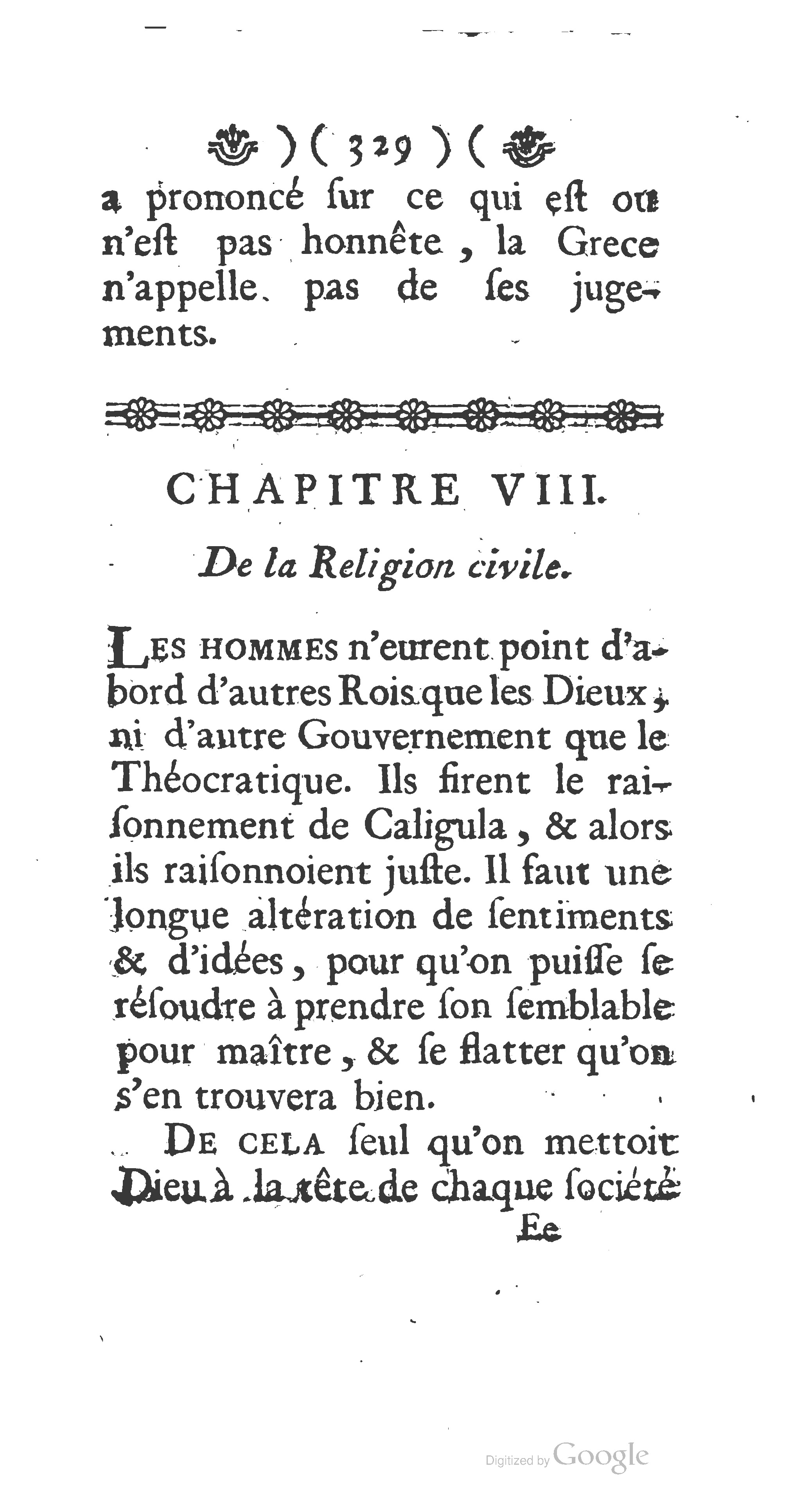
Página de abertura do capítulo sobre a religião civil na edição de 1762 do Contrato Social de Jean-Jacques Rousseau (Fonte: http://gallica.bnf.fr)

O conceito de religião civil aparece no oitavo capítulo do livro IV em Do Contrato Social (1762), de Jean-Jacques Rousseau. Trata-se de um credo mínimo a ser professado pelos cidadãos do Estado instituído de acordo com o pacto civil descrito por Rousseau. A religião civil é também denominada, pelo próprio autor, "profissão de fé puramente civil".

## Dogmas
Os dogmas da religião civil são enunciados da seguinte maneira: "A existência da divindade poderosa, inteligente, benfazeja, previdente e provisora; a vida futura; a felicidade dos justos; o castigo dos maus; a santidade do contrato social e das leis - eis os dogmas positivos. Quanto aos dogmas negativos, limito-os a um só: a intolerância, que pertence aos cultos que excluímos."
Na Carta de Rousseau a Voltaire sobre a Providência, de 1756, um embrião desse conceito aparece quando Rousseau lança a hipótese do "catecismo do cidadão", que seria um código moral constituído por máximas comuns a todos os credos conhecidos. Em sua versão definitiva da religião civil, no Contrato Social, Rousseau acrescenta um dogma de política: o da santidade do contrato e das leis.
Contudo, Rousseau distingue esses dogmas dos dogmas das religiões em geral, pois para ele trata-se de "sentimentos de sociabilidade", sem os quais "é impossível ser bom cidadão ou súdito fiel".

## Função
A religião civil não é uma religião propriamente dita, pois não possui templos nem estrutura de poder. Ela é um corpo doutrinário comum às religiões históricas e tem por fim viabilizar a coexistência pacífica entre crentes de diversas opiniões teológicas no Estado.
Como afirma Rousseau, "importa ao Estado que cada cidadão tenha uma religião que o faça amar seus deveres; os dogmas dessa religião, porém, não interessam nem ao Estado nem a seus membros, a não ser enquanto se ligam à moral e aos deveres que aquele que a professa é obrigado a obedecer em relação a outrem".
Ao mesmo tempo, a religião civil assegura a adesão dos cidadãos ao pacto valendo-se do fato de todo o povo ser movido por sentimentos religiosos. E tudo se passa como se, da própria doença (a credulidade em um Estado puramente civil) Rousseau extraísse esse remédio chamado "religião civil" para manter vivo o corpo político.

## Estrutura
Rousseau define o conceito de religião civil com base na comparação entre dois tipos de religião: a "religião do homem" e a "religião do cidadão". São dois modelos teóricos que se combinam para dar à luz a religião civil, que também é uma abstração, e não uma religião histórica.

### (T1) Religião do homem
A religião do homem, que diz respeito à sociedade geral (i.e., a humanidade, para além dos Estados-nação), tem a vantagem de reunir todos os homens, levando-os a se respeitarem uns aos outros como irmãos. No entanto, ela tem o defeito de fazer com que os indivíduos se preocupem menos com a pátria terrena do que com a pátria celestial, de tal maneira que os seus seguidores dificilmente encontram-se dispostos a morrer por seu país: essa religião não tem "nenhuma relação particular com o corpo político", e "longe de ligar os corações dos cidadãos ao Estado, desprende-os, como de todas as coisas da terra".

### (T2) Religião do cidadão
Já a religião do cidadão, que diz respeito à sociedade particular (i.e., os Estados-nação), tem a vantagem de fazer com que seus seguidores sejam bons cidadãos nesta vida: ela "é boa por unir o culto divino ao amor pelas leis e porque, fazendo da pátria objeto da adoração dos cidadãos, ensina-lhes que servir o Estado é servir o deus tutelar". O defeito está no fato de tratar-se de uma religião nacional exclusivista, o que faz com que seus seguidores sejam intolerantes em relação aos membros de outros corpos políticos: a religião do cidadão é má "quando, tornando-se exclusiva e tirânica, torna um povo sanguinário e intolerante, de forma que ele só respira morte e massacre, e crê praticar uma ação santa ao matar qualquer um que não admita seus deuses".

### Mistura (T1) e (T2): religião civil
Rousseau chega a considerar um terceiro tipo: a "religião do padre", que remete ao cristianismo romano. Mas esse tipo é logo descartado, pois só apresenta desvantagens: rompe a unidade social ao colocar o homem em contradição consigo mesmo na medida em que dá a ele duas legislações, dois chefes, duas pátrias, submetendo-o assim a deveres contraditórios e impedindo-o de ser tanto devoto quanto cidadão.
Ora, se não é possível optar pela religião do homem nem pela religião do cidadão - e muito menos pelo cristianismo romano -, torna-se evidente a necessidade de uma religião de outra natureza, que Rousseau denomina "religião civil". A solução consiste em combinar os pontos positivos e eliminar os negativos dos tipos (T1) e (T2) num modelo abstrato de religião que favorecesse a coesão social sem que isso implicasse em nacionalismo exacerbado ou, de modo geral, em intolerância.

## Metáfora da química
A religião civil não se confunde com a religião do cidadão. Pois, segundo G. Waterlot, trata-se de uma "invenção, algo totalmente novo", como se fosse um composto resultante da "mistura química" entre dois elementos: a religião do homem e a religião do cidadão.
A metáfora da química seria, do ponto de vista da retórica, um recurso de Rousseau para expressar no Contrato Social a necessidade da união conflituosa entre religião e política, ou ainda, a conciliação necessária entre as exigências da sociedade geral (associada à religião do homem) e da sociedade particular (associada à religião do cidadão). Para o pensador genebrino, a arte política seria uma arte da mistura de elementos distintos e até mesmo excludentes entre si, sendo religião e política dois dos componentes do produto final, que é o Estado.

## Repercussão
O conceito passou a ser bastante discutido entre os cientistas sociais a partir da publicação, em 1967, do artigo "Civil Religion in America", escrito pelo sociólogo Robert Bellah.
Bellah analisa alguns discursos de presidentes dos Estados Unidos, como Washington, Jefferson, Lincoln e Kennedy, dentre outros, a fim de demonstrar que os símbolos, os cerimoniais, os lugares e os eventos sagrados, todos centrados na ideia de Deus, desempenharam papel constitutivo no pensamento dos estadistas americanos, além de terem sido compartilhados pela maioria dos cidadãos daquele país. Em suas palavras, é a "expressão autêntica da realidade religiosa [...] na experiência do povo americano". O "american way of life" teria se instituído, segundo Bellah, com base numa "dimensão religiosa pública" que, no artigo citado, denomina-se "religião civil americana".
Para mais informações sobre o conceito de religião civil no registro das ciências sociais, sugere-se a leitura do livro de Marcela Cristi, From Civil to Political Religion (Wilfrid Laurier UP, 2001). Cristi explica que há diferença entre a religião civil de Rousseau, à qual designa por "religião política", e a religião civil dos cientistas sociais, uma vez que estes teriam confundido o conceito do Contrato Social com a definição durkheimiana de religião.